# 망향가
《망향가》는 MBC에서 1991년 12월 8일에 방영된 베스트극장으로, 이상문의 동명 소설을 원작으로 한다.

## 줄거리
6.25 전쟁으로 남편을 잃은 증평댁은 혼자 국밥집을 하는데 북에 처자식을 두고온 김씨가 들어와 일을 거들며 함께 사는데, 증평댁은 동냥을 왔던 아이를 무한이라 이름짓고 자신의 호적에 입적시켜 그렇게 세 사람은 함께 살게 된다. 증평댁은 김씨를 좋아하지만 김씨는 자기의 사정 때문에 받아주지 않고, 어느새 세월이 흘러 무한은 대학을 졸업하여 서울에서 결혼까지 하고 잘 살고있다. 어느날 무한에게 쌀가마니를 가지고 상경한 김씨는 함께 살자고 하는데, 구멍이 난 푸대를 깁다가 바늘도막이 쌀속에 섞여자 무한네 가족은 밥먹기가 무서워 쌀을 남에게 줘버리고 만다.

## 등장 인물
- 이영후 : 김씨 역
- 김청 : 증평댁 역
- 이희도 : 무한 역
- 권재희
- 박윤배
- 김태진
- 김춘석